# Сукиасян, Грант Володяевич
Сукиася́н Грант Володя́евич; 21 ноября 1962 года, Кировакан, Кироваканский район, Армянская ССР, СССР) — российский художник армянского происхождения, член Союза художников России, член Союза Международной федерации художников ЮНЕСКО.
Тематика работ художника отражает мир символов и аллегорий. Его непростые композиции всегда емки по содержанию и эмоциональной наполненности. Его работы находятся во многих галереях и частных коллекциях на Родине и за рубежом.

## Биография
Грант Сукиасян родился в 1962 году в Армении. С 1978 по 1986 год обучался в Ереванском Художественном училище имени Терлемезяна, с перерывом на срочную военную службу. С 1986 по 1992 год обучался в Ереванском художественно-театральном институте на отделении керамики.

## Выставки
- 1983 — Республиканская выставка. Ереван;
- 1984 — Всесоюзная выставка. Москва;
- 1985 — персональная выставка в Ереванском Доме Художника;
- 1987 — выставка декоративного искусства. Ереван;1988- выставка в Музее Современных Искусств. Ереван;
- 1989—1993 гг.-выставки произведений художников Армении. В Праге, Париже, Кельне, Варшаве…;
- 1994 — персональная выставка в Сочинском художественном музее;
- 1995 — персональная выставка в «Восточной галерее». Москва;
- 1996 — персональная выставка в галерее «Русская коллекция». Москва;
- 1997 — выставка «Цвета Армении» в ЦДХ. Москва;1998- выставка в ЦДХ. Москва;
- 1999 — выставка в Ереване;
- 2000 — выставка в Сочи;
- 2001- персональная выставка в Перми;
- 2003 — все новые работы Гранта Сукиасяна представляет в Европе бельгийская галерея «Natascha» (Бельгия);
- 2004 февраль — картины были приобретены в галерее в Кнокке Хейст (Бельгия) для престижной частной коллекции;
- 2004 март — работы Гранта Сукиасяна представлены на общеевропейской галерее в Люксембурге. 5 картин приобретены различными коллекционерами.

В настоящее время его картина представлена в Ванадзорском музее изобразительных искусств.